# LNB Chile Centro
La LNB Chile Centro es una liga de básquetbol de Chile que se disputa el primer semestre del año entre clubes de las regiones de Valparaíso, Metropolitana, O'Higgins, Maule, Ñuble y Biobío.
El campeón de la LNB Chile Centro clasifica a la Liga Nacional para la siguiente temporada. Además, el campeón y subcampeón de la LNB Chile Centro participan en la Copa Chile, contra los mejores de la Liga Saesa.
La temporada de 2019 sería la ultima en la cual los equipos participaran con equipos adultos, pasando a ser un torneo formativo, con las categorías inferiores, bajo el nombre de "LibCentro Menores".
La LibCentro Menores se disputa desde el 2015 y desde la edición 2020 queda de forma exclusiva dado que ya no participan clubes con equipos adultos, disputándose las categorías U13, U15 y U17.

## Participantes

### Temporada 2019

#### Zona Centro A
| Equipo                        | Ciudad   | Gimnasio            |
| ----------------------------- | -------- | ------------------- |
| Colegio Los Leones de Quilpué | Quilpué  | Colegio Los Leones  |
| Quilicura Basket              | Santiago | Municipal Quilicura |
| Stadio Italiano               | Santiago | Stadio Italiano     |
| Universidad Católica          | Santiago | Estadio Palestino   |

#### Zona Centro B
| Equipo                | Ciudad     | Gimnasio                  |
| --------------------- | ---------- | ------------------------- |
| Brisas                | Santiago   | Club Social Brisas        |
| Manquehue             | Santiago   | Club Manquehue            |
| Municipal Puente Alto | Santiago   | Municipal Irene Velásquez |
| Sergio Ceppi          | Santiago   | Sergio Ceppi              |
| Sportiva Italiana     | Valparaíso | Fortín Prat               |

#### Zona Centro C
| Equipo                    | Ciudad     | Gimnasio             |
| ------------------------- | ---------- | -------------------- |
| Alemán de Concepción      | Concepción | Polideportivo Alemán |
| Español de Talca          | Talca      | Regional             |
| Universidad de Concepción | Concepción | Casa del Deporte     |
| Estudiantes de San Pedro  | Concepción | Papelera             |

## Historial
| Temporada | Campeón                       | Subcampeón                |
| --------- | ----------------------------- | ------------------------- |
| 2003      | Universidad Católica (1)      | Boston College            |
| 2004      | Universidad Católica (2)      | Liceo Mixto               |
| 2005      | Municipal Puente Alto (1)     | Liceo Mixto               |
| 2006      | Liceo Mixto (1)               | Universidad de Concepción |
| 2007      | Universidad de Concepción (1) | Liceo Mixto               |
| 2008      | Liceo Mixto (2)               | Municipal Puente Alto     |
| 2012      | Boston College (1)            | Leones de Quilpué         |
| 2013      | Boston College (2)            | Tinguiririca              |
| 2014      | Universidad de Concepción (2) | Boston College            |
| 2015      | Tinguiririca (1)              | Colo-Colo                 |
| 2016      | Leones de Quilpué (1)         | Universidad de Concepción |
| 2017      | Municipal Puente Alto (2)     | Arturo Prat               |
| 2018      | Municipal Puente Alto (3)     | Boston College            |
| 2019      | Universidad de Concepción (3) | Sportiva Italiana         |

### Palmarés
| Club                      | Títulos | Subcamp. | Años de los campeonatos |
| ------------------------- | ------- | -------- | ----------------------- |
| Universidad de Concepción | 3       | 2        | 2007, 2014, 2019        |
| Municipal Puente Alto     | 3       | 1        | 2005, 2017, 2018        |
| Liceo Mixto               | 2       | 3        | 2006, 2008              |
| Boston College            | 2       | 3        | 2012, 2013              |
| Universidad Católica      | 2       | 0        | 2003, 2004              |
| Tinguiririca              | 1       | 1        | 2015                    |
| Leones de Quilpué         | 1       | 1        | 2016                    |
| Colo-Colo                 | 0       | 1        |                         |
| Arturo Prat               | 0       | 1        |                         |
| Sportiva Italiana         | 0       | 1        |                         |

## LibCentro Menores
La LibCentro Menores, es una liga de básquetbol de Chile que se disputa entre clubes principalmente de la Región Metropolitana y clubes de Asociaciones Regionales aledañas a la Metropolitana.
La Liga se juega desde 2015 donde estuvo organizada hasta la temporada 2017 por la Liga Nacional de Básquetbol de Chile. Desde la temporada 2018 es organizada por la Asociación Regional de Básquetbol Metropolitana perteneciente a la Federación de Básquetbol de Chile. La competencia la disputan 3 categorías de los clubes participantes: U13, U15 y U17. Por motivos de la pandemia la liga se vio interrumpida durante los años de 2020 y 2021. Desde la edición 2020 (que no se disputó por la pandemia del Covid-19) se juega de forma exclusiva con series menores, ya que la LibCentro, que era disputada por la serie adultos, tuvo su última temporada el 2019.
El club que acumula más campeonatos entre las tres categorías es San Felipe Basket con 7 Campeonatos, la Universidad de Chile está en segundo lugar con 5 campeonatos y el podio lo cierran Boston College, Club Providencia, Club Brisas y Universidad Católica que cuentan con 2 campeonatos en sus vitrinas.
Actualmente en la temporada 2025, la competencia cuenta con 12 clubes participantes en total, siendo 8 de la Región Metropolitana, 3 de la Región de Valparaíso y 1 de la Región de O'Higgins. La competencia se divide inicialmente en 2 conferencias (norte y sur) con 6 equipos por cada conferencia de los cuales los mejores 4 de cada conferencia avanzan a Playoffs.

### Categoría U17

#### Historial U17
| Temporada | Campeón                                                   | Subcampeón                                                |
| --------- | --------------------------------------------------------- | --------------------------------------------------------- |
| 2015      | San Felipe Basket (1)                                     |                                                           |
| 2016      | No se disputó.                                            | No se disputó.                                            |
| 2017      | Universidad de Chile (1)                                  | Arturo Prat                                               |
| 2018      | Club Brisas (1)                                           | Universidad Católica                                      |
| 2019      | Universidad Católica (1)                                  | San Felipe Basket                                         |
| 2020      | Temporada suspendida a causa de la pandemia del Covid-19. | Temporada suspendida a causa de la pandemia del Covid-19. |
| 2021      | Temporada suspendida a causa de la pandemia del Covid-19. | Temporada suspendida a causa de la pandemia del Covid-19. |
| 2022      | Universidad Católica (2)                                  | Universidad de Chile                                      |
| 2023      | Universidad de Chile (2)                                  | Sergio Ceppi                                              |
| 2024      | Universidad de Chile (3)                                  | Sergio Ceppi                                              |
| 2025      | Universidad de Chile (4)                                  | Club Providencia                                          |

#### Palmarés U17
| Club                 | Títulos | Subcamp. | Años de los campeonatos |
| -------------------- | ------- | -------- | ----------------------- |
| Universidad de Chile | 4       | 1        | 2017, 2023, 2024 y 2025 |
| Universidad Católica | 2       | 1        | 2019 y 2022             |
| San Felipe Basket    | 1       | 1        | 2015                    |
| Club Brisas          | 1       | 0        | 2018                    |
| Sergio Ceppi         | 0       | 2        |                         |
| Arturo Prat          | 0       | 1        |                         |
| Club Providencia     | 0       | 1        |                         |

### Categoría U15

#### Historial U15
| Temporada | Campeón                                                   | Subcampeón                                                |
| --------- | --------------------------------------------------------- | --------------------------------------------------------- |
| 2015      | San Felipe Basket (1)                                     |                                                           |
| 2016      | No se disputó.                                            | No se disputó.                                            |
| 2017      | Alemán de Concepción (1)                                  | San Felipe Basket                                         |
| 2018      | Sportiva Italiana (1)                                     | Municipal Puente Alto                                     |
| 2019      | Club Brisas (1)                                           | Sportiva Italiana                                         |
| 2020      | Temporada suspendida a causa de la pandemia del Covid-19. | Temporada suspendida a causa de la pandemia del Covid-19. |
| 2021      | Temporada suspendida a causa de la pandemia del Covid-19. | Temporada suspendida a causa de la pandemia del Covid-19. |
| 2022      | Universidad de Chile (1)                                  | Universidad Católica                                      |
| 2023      | San Felipe Basket (2)                                     | Sergio Ceppi                                              |
| 2024      | Club Providencia (1)                                      | Universidad Católica                                      |
| 2025      | Club Providencia (2)                                      | Universidad Católica                                      |

#### Palmarés U15
| Club                  | Títulos | Subcamp. | Años de los campeonatos |
| --------------------- | ------- | -------- | ----------------------- |
| San Felipe Basket     | 2       | 1        | 2015 y 2023             |
| Club Providencia      | 2       | 0        | 2024 y 2025             |
| Sportiva Italiana     | 1       | 1        | 2018                    |
| Alemán de Concepción  | 1       | 0        | 2017                    |
| Club Brisas           | 1       | 0        | 2019                    |
| Universidad de Chile  | 1       | 0        | 2022                    |
| Universidad Católica  | 0       | 3        |                         |
| Municipal Puente Alto | 0       | 1        |                         |
| Sergio Ceppi          | 0       | 1        |                         |

### Categoría U13

#### Historial U13
| Temporada | Campeón                                                   | Subcampeón                                                |
| --------- | --------------------------------------------------------- | --------------------------------------------------------- |
| 2015      | San Felipe Basket (1)                                     |                                                           |
| 2016      | San Felipe Basket (2)                                     |                                                           |
| 2017      | San Felipe Basket (3)                                     | Boston College                                            |
| 2018      | Boston College (1)                                        | Club Providencia                                          |
| 2019      | Boston College (2)                                        | Universidad de Chile                                      |
| 2020      | Temporada suspendida a causa de la pandemia del Covid-19. | Temporada suspendida a causa de la pandemia del Covid-19. |
| 2021      | Temporada suspendida a causa de la pandemia del Covid-19. | Temporada suspendida a causa de la pandemia del Covid-19. |
| 2022      | Club Providencia (1)                                      | Club Brisas                                               |
| 2023      | Universidad de Chile (1)                                  | Tomas Lawrence                                            |
| 2024      | San Felipe Basket (4)                                     | Universidad de Chile                                      |
| 2025      | Boston College (3)                                        | San Felipe Basket                                         |

#### Palmarés U13
| Club                 | Títulos | Subcamp. | Años de los campeonatos |
| -------------------- | ------- | -------- | ----------------------- |
| San Felipe Basket    | 4       | 1        | 2015, 2016, 2017 y 2024 |
| Boston College       | 3       | 1        | 2018, 2019 y 2025       |
| Universidad de Chile | 1       | 2        | 2023                    |
| Club Providencia     | 1       | 1        | 2022                    |
| Club Brisas          | 0       | 1        |                         |
| Tomas Lawrence       | 0       | 1        |                         |